# 極光 (航空機)
空技廠 P1Y2 極光
【試製極光】
後方旋回銃が廃止され、風防の形状も改められた。画像は腹面が塗り分けされてないのと機首の防眩塗装から、試作型（橙色）だと判る
- 用途：夜間戦闘機
- 設計者：海軍航空技術廠
- 製造者：川西航空機
- 運用者： 大日本帝国（日本海軍）
- 生産数：少数
- 生産開始：1944年
- 運用開始：1944年末
- 退役：1945年8月
- 運用状況：退役

極光（きょくこう）は、大東亜戦争末期における日本海軍の双発夜間戦闘機。仮称銀河二六型。本機の名称である極光とはオーロラのことである。米軍のコードネームでは銀河とともにFrances（フランセス）と呼ばれた。
愛媛県西宇和郡の須賀公園にプロペラと基部が屋外展示されている。

## 概要

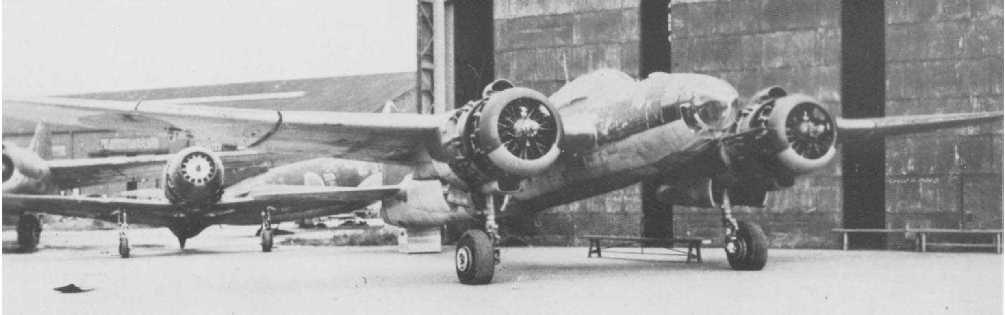
火星二五型エンジンに換装した【極光】もしくは爆撃型の【銀河】一六型。誉と火星では、エンジンカウリングの形状に違いがある

1943年5月に日本海軍は、陸上爆撃機銀河の発動機を換装して夜間戦闘機に改造することを川西航空機に命じた。試製極光 (P1Y2-S) と名づけられた試作機は、1944年5月に1号機が完成し6月に海軍に領収された。
銀河との主な相違点は、
- エンジンを誉から火星二五型に換装、エンジンカウリング形状の再設計
- 胴体に20mm機関銃を2丁斜めに搭載、後方旋回銃の廃止
- 爆装の廃止
- 引き込み式尾輪の装備

などだった。この他、長距離飛行の必要がないことから燃料の搭載量も減少していた。また、一部の機体にはB-29邀撃用にレーダーを装備していた。
海軍による審査の結果、銀河よりも最大速度や上昇性能が劣っていたが、エンジンの信頼性は高かったため夜間戦闘機として利用可能と判断され量産命令が出された。生産は、中島で銀河として生産された機体を川西で極光に改造するという手法で行われた。1944年末から少数機が部隊配備されたが、B-29迎撃用の機体としては速度、上昇力、高空性能とも不足しており戦果はなかった。このため、1945年4月には極光の生産を中止し、極光の斜銃を廃止し爆装を復活させた銀河一六型として生産されることとなった。製作機数は銀河一六型も含めて96機であった。

誉搭載型夜戦（白光？）の機首。電探（レーダー）用の八木・宇田アンテナが装備されている

なお、従来、銀河の誉搭載型（中島飛行機製）の夜戦タイプを白光（仮称銀河二一型 P1Y1-S）と称するといわれてきたが、その後の文書の分析により、川西製の夜戦を初期に白光と呼び、これが表記上月光と紛らわしいことから極光に改称されたという説が有力になっている。（ただし、現在出版されている書籍の多くは、銀河一一型に斜銃を4丁装備した機体を白光と呼んだとしている）。

## 諸元
- 記号：P1Y2
- 機種用途：夜間戦闘機
- 設計：空技廠、川西航空機
- 形式：双発中翼単葉
- 乗員： 3名
- 全長： 15.00 m
- 全幅： 20.00 m
- 全高： 4.30 m
- 主翼面積： 55.0 m2
- 全備重量：10,500 kg
- 動力： 火星二五型空冷複星14気筒エンジン
- 出力： 1,850 HP
- プロペラ： 3翅 H.S定速
- 最大速度： 550 km/h
- 実用上昇限度： 10,000 m
- 航続距離：3,900 km
- 武装： 九九式 20mm 機銃 胴体上部×2 、機首×1